# Францішек Барда
Францішек Барда (пол. Franciszek Barda; 21 серпня 1880, Мшана-Дольна, Австро-Угорщина — 13 листопада 1964, Пшемисль, Польща) — католицький прелат, ректор краківської Вищої духовній семінарії з 1930 року по 1931 рік, єпископ Перемишля з 10 липня 1931 року по 13 листопада 1964 року.

## Біографія
Навчався в краківській Вищій духовній семінарії, після закінчення якої був висвячений 26 липня 1904 року в священика краківським архієпископом Яном Пузиною. З 1925 по 1928 рік був ректором Папського польського інституту в Римі. З 1930 по 1931 рік був ректором краківської духовної семінарії.
10 липня 1931 Римський папа Пій XI призначив Францішка Барду титулярним єпископом Медеї і допоміжним єпископом єпархії Перемишля. 30 серпня 1931 відбулося висвячення Францішека Барди в єпископа, яке звершив єпископ Перемишля Анатоль Вінценти Новак в співслужінні з титулярним єпископом Алінд і допоміжним єпископом Тарнув Едвардом Комаром і титулярним єпископом Дарданус і допоміжним єпископом краківської архиєпархії Станіславом Роспондом.
25 листопада 1933 був призначений єпископом Перемишля.
Брав участь в роботі I сесії Другого Ватиканського собору.
До війни не брав участі в політичній діяльності. У післявоєнний період комуністична влада вважали його небезпечним супротивником режиму і СРСР.
Помер 13 листопада 1964 року в Перемишлі. Похований у підземеллі Базиліки Внебовзяття Пресвятої Діви Марії та святого Івана Хрестителя у Перемишлі.

## Нагороди
- Командорський хрест із зіркою Ордена Відродження Польщі (1937[1]).